# Lasaia
Lasaia is een geslacht van vlinders uit de familie van de prachtvlinders (Riodinidae), onderfamilie Riodininae.
Lasaia werd in 1868 voor het eerst wetenschappelijk beschreven door Bates.

## Soorten
Lasaia omvat de volgende soorten:
- Lasaia aerugo Clench, 1972
- Lasaia agesilas (Latreille, 1809)
- Lasaia arsis Staudinger, 1887
- Lasaia cutisca Hall, J & Willmott, 1998
- Lasaia incoides (Schaus, 1902)
- Lasaia kennethi Weeks, 1901
- Lasaia maria Clench, 1972
- Lasaia maritima Hall, J & Lamas, 2001
- Lasaia meris (Stoll, 1781)
- Lasaia moeros Staudinger, 1888
- Lasaia oileus Godman, 1903
- Lasaia pseudomeris Clench, 1972
- Lasaia sessilis Schaus, 1890
- Lasaia sula Staudinger, 1888